# Philodicus rufiventris
Philodicus rufiventris är en tvåvingeart som beskrevs av Jacques-Marie-Frangile Bigot 1890. Philodicus rufiventris ingår i släktet Philodicus och familjen rovflugor.
Artens utbredningsområde är Laos. Inga underarter finns listade i Catalogue of Life.